# John Arbuthnot
Pour les articles homonymes, voir Arbuthnot.
John Arbuthnot (baptisé le 29 avril 1667, mort le 27 février 1735) est un médecin, mathématicien et écrivain écossais. Il est surtout connu pour ses apports en mathématiques, son appartenance au Scriblerus Club (il y inspira sans doute le livre III des Voyages de Gulliver de Jonathan Swift, et de nombreux ouvrages d'Alexander Pope), et pour avoir inventé le personnage de John Bull.

## Biographie
Né à Arbuthnot, près de Montrose en Écosse, il est le fils d'Alexander Arbuthnot pasteur anglican de cette paroisse qui se marie en 1666 et eut 8 enfants. De 1681 à 1685 il fait ses études à Marishall College à Aberdeen où il obtient un Master of Arts deux ans après David Gregory. On ignore tout de ses études et de sa vie entre 1685 et 1691, sinon que son père qui a pris parti pour Jacques II et refusé de faire allégeance au système presbytérien en 1689 est privé du bénéfice de sa paroisse et meurt en 1691.
John vient alors à Londres où il enseigne les mathématiques et publie anonymement, en 1692, une traduction en anglais du petit opuscule de Christian Huygens sur les jeux de hasard, intitulée Of the laws of chance, accompagnée d'une remarquable préface dans laquelle il est le premier auteur « moderne » à conduire une réflexion sur le  hasard. En 1694 il s'inscrit à l'University College à Oxford où il retrouve David Gregory. En 1696 il est le premier docteur en médecine de l'université de St Andrews en Écosse. Il revient alors s'installer à Londres comme médecin. « Il a des relations, très probablement dans les milieux jacobites, à coup sûr dans la bourgeoisie marchande et cultivée, et dans les milieux savants; dès cette époque il connaît Isaac Newton et Samuel Pepys, et s'intéresse de très près à la musique et à la littérature ». Il est élu membre de la Royal Society en 1704, Newton en étant le président depuis 1703.
En 1705 il est nommé « médecin extraordinaire » de la reine Anne; il est alors le médecin du Prince de Danemark, le mari de la Reine, auquel il dédie le premier ouvrage signé de son nom : "Tables of the Grecian, Roman and Jewish Measures, Weights and Coins, reduced to the English standard". En 1709 il est nommé "médecin ordinaire" de la Reine dont il s'est rapproché depuis 1705 jusqu'à faire partie de son entourage immédiat et jouir d'une certaine influence à la cour où il agit dans l'intérêt des Torys. C'est ainsi qu'en 1706 il publie anonymement à Édimbourg un petit ouvrage de polémique sous forme de sermon vantant les avantages de l'union de l'Écosse et de l'Angleterre. Cette union politique, sous le nom de Royaume-Uni de Grande-Bretagne, qui remplace l'union personnelle des deux royaumes, est réalisée le 6 mars 1707.
C'est en 1710 qu'est lu devant la Royal Society son Argument for divine providence publié sous son nom en 1712. Ce petit article eut un écho assez considérable à la suite de la polémique qu'il suscita, entre Nicolas Bernoulli, s'Gravesande et Rémond de Montmort, au sujet de l'interprétation que permettait de donner de la régularité apparente du sex ratio le théorème de convergence développé par Jacques Bernoulli. Le raisonnement qui y est détaillé peut être vu comme l'un des tous premiers tests d'hypothèse de l'histoire des statistiques, en montrant que l'écart entre une répartition strictement égale des filles et garçons à la naissances et les données empiriques est statistiquement significatif.
Il se lia avec les beaux-esprits de son temps, particulièrement avec Swift et Pope, et brilla parmi eux au premier rang.
Il a laissé plusieurs ouvrages, soit scientifiques, soit d'agrément, qui lui ont fait une grande réputation. On distingue, parmi les premiers :
- Essai sur l'utilité des mathématiques[note 3], 1701
- Tables des monnaies, poids et mesures des anciens, 1705 et 1727
- Essai sur les aliments, 1732

et parmi les seconds :
- Mémoires de Martinus Scriblerus, espèce de satire faite en commun avec Pope contre le mauvais goût de l'époque,
- Le Procès sans fin, ou Histoire de John Bull (c.-à-d. du peuple anglais), plaisante satire qui parut sous le nom de Swift,

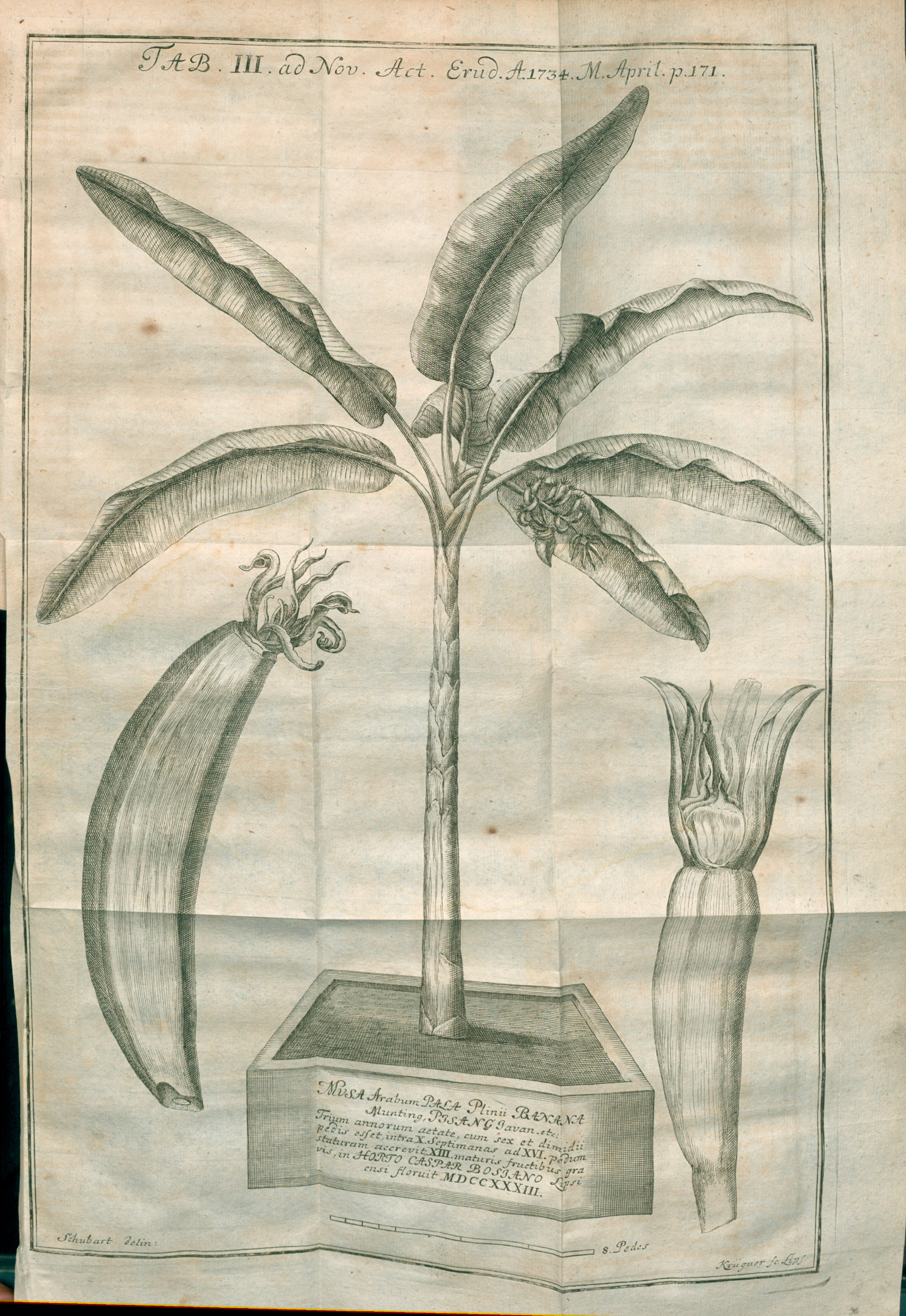
Illustration à Tentamen circa indolem alimentoru... publiée sur les Acta Eruditorum du 1734

- L'Art du mensonge politique.